# Karl Fischer-bepaling

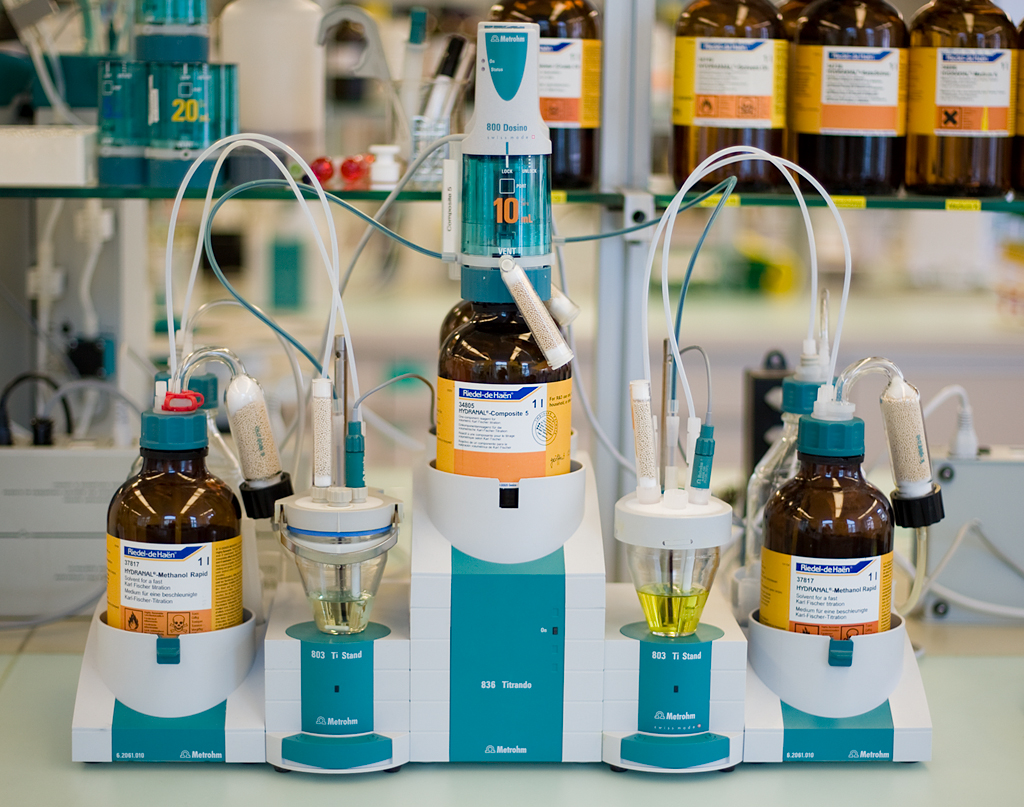
Een Karl Fischer-titrator

De Karl Fischer-waterbepaling is een door Karl Fischer in de eerste helft van de 20e eeuw ontwikkelde methode om het watergehalte in organische oplosmiddelen en andere monsters te bepalen. Het voordeel van de Karl Fischer-bepaling is dat deze selectief is (het systeem reageert alleen op water) en over een zeer breed concentratiegebied toepasbaar; watergehaltes variërend van ppb-niveau tot 100% kunnen nauwkeurig vastgesteld worden.

## Principe
De bepaling berust op de oxidatie van zwavel(IV), zoals in SO2 of SO32− tot zwavel(VI) zoals in SO3 en SO42−.
Voor deze reactie zijn nodig:
- Water H2O
- Een base B (meestal imidazool of di-ethanolamine)
- Zwaveldioxide SO2
- Di-jood I2
- Een alcohol als oplosmiddel (methanol is een geschikt goedkoop oplosmiddel en wordt daarom meestal gebruikt)

Het sulfietion SO3− is stabiel omdat het in een basisch milieu makkelijk complexen en verbindingen vormt met alcoholen. In de uiteindelijke reactievergelijking kan het oplosmiddel opgenomen worden, maar noodzakelijk is dat niet.
De deelreacties die plaatsvinden zijn de volgende:
{\displaystyle \mathrm {BSO_{2}^{\ -}\ +\ H_{2}O\ \longrightarrow \ BSO_{3}^{\ -}\ +\ 2\ H^{+}\ +\ 2\ e^{-}} }
{\displaystyle \mathrm {I_{2}\ +\ 2\ e^{-}\longrightarrow \ 2\ I^{-}} }
Zolang er water aanwezig is in het reactiemengsel wordt de di-jood uit de titrant onmiddellijk omgezet in jodide. Het eindpunt van de titratie is bereikt als de di-jood uit de titrant niet meer omgezet wordt en er dus een overmaat di-jood ontstaat. Die overmaat kan gemeten worden doordat er een plotselinge daling van de elektrische weerstand optreedt bij de platina meetelektrode. Het eindpunt kan ook visueel waargenomen worden: de kleur van het reactiemengsel verandert van lichtgeel naar donkergeel als het eindpunt bereikt is.

## Titratie
De bepaling wordt doorgaans in methanol als oplosmiddel uitgevoerd. De zwavelverbinding is daar al in opgelost. Het jood wordt in de bepaling als oplossing toegevoegd. Het verschijnen van de eerste hoeveelheid I2 is het teken dat al het water opgebruikt is. Uit het gebruikte volume joodoplossing en de concentratie ervan is vervolgens de hoeveelheid water in het monster te berekenen.

## Coulometrie
In organische vloeistoffen (benzine, olie, organische oplosmiddelen) is de hoeveelheid water doorgaans klein. Om meetbare resultaten te verkrijgen zou al snel een erg groot monstervolume noodzakelijk zijn als jood in de vorm van een oplossing wordt toegevoegd. Door jood coulometrisch te genereren in de oplossing wordt, dankzij de nauwkeurigheid waarmee stroomsterkte en tijd gemeten kunnen worden en de (grote) Faradayconstante, een nauwkeurige meting met kleine monsters mogelijk.

## Eindpunt
Bij een titratie, het maakt niet uit of het reagens met behulp van een buret of coulometrisch wordt toegevoegd, moet vastgesteld worden wanneer je kunt stoppen. Visueel is dat niet altijd mogelijk. De biamperometrie biedt in het geval van de Karl Fischer-waterbepaling uitkomst (de zogenaamde dead-stop titratie).